# Tongeren (Gelderland)
Tongeren is een buurtschap in de gemeente Epe, in de Nederlandse provincie Gelderland, tussen Epe en Nunspeet. De buurtschap is ook bekend vanwege het Landgoed Tongeren.
De buurtschap ligt op ongeveer 5 kilometer ten westen van Epe, en ongeveer 7 kilometer ten zuidoosten van 't Harde. De buurtschap telt volgens het Centraal Bureau voor de Statistiek 30 inwoners, waarvan 10 vrouwen en 20 mannen..
Op het landgoed, circa 500 hectare groot, bevinden zich heidevelden, met een uitgebreid fiets- en wandelnetwerk. Tongeren had één basisschool die sinds eind jaren 90 niet meer als school wordt gebruikt. Tegenwoordig worden in het oude schoolgebouw diverse (weliswaar kleinschalige) evenementen gehouden.

## Geschiedenis
Tongeren wordt voor het eerst als nederzetting genoemd in 1025. Het landgoed werd gevormd in de tweede helft van de achttiende eeuw. Nicolaas Wilhem de Meester, burgemeester van Harderwijk, was eigenaar van vijf boerderijen en een hoeveelheid bouwland en heide in de buurschap Tongeren. Na zijn overlijden erfden zijn dochter Cornelia Maria en haar man Jan Hendrik Rauwenhoff in 1768 alle boerderijen in de buurschap Tongeren op een na.
In 1812 liet Jan Hendrik Rauwenhoff een begraafplaats aanleggen in het dennenbos. In 1815 overleed Jan Hendrik Rauwenhoff en werd begraven op zijn begraafplaats op Tongeren. Het Tongerense bezit werd in eerste instantie verdeeld over de kinderen, om vervolgens weer door kleinzoon Jan Hendrik Rauwenhoff samengevoegd te worden tot één geheel.
Jan Hendrik Rauwenhoff senior (1730-1815) was schepen en later burgemeester in Elburg. De Rauwenhoffweg bij Tongeren is naar hem vernoemd.

## Charles le Chevalier
Na het overlijden van Jan Hendrik Rauwenhoff junior (1799-1833), hertrouwde zijn weduwe Anna van Heurn (1798-1875) op 23-01-1845 te Haarlem met Frédéric Charles Clémens le Chevalier (Kopenhagen, 1801- Amsterdam, 1881), bijgenaamd 'De Weldoener van Tongeren'. Charles le Chevalier, neef van Rodolphe le Chevalier en zoon van diens broer François, breidde het landgoed uit door aankopen van grond en boerderijen.
Charles le Chevalier behoorde tot de kleine groep 19de-eeuwse landbouwhervormers. Met allerlei landbouwkundige experimenten probeerde Le Chevalier om betere opbrengsten op de arme Veluwse zandgrond te genereren en zo de welvaart van de Tongerense boeren te verhogen. Hij experimenteerde met rasverbetering van rundvee, nieuwe bemestingsmethodes zoals gebruik van guano, de introductie van de Amerikaanse eik en nog veel meer.
In het kader van de landbouwvernieuwing achtte hij goed onderwijs voor de boeren van groot belang. In 1867 begon Le Chevalier met de bouw van een school voor de kinderen uit Tongeren, en, voor zover er plaats zou zijn, ook voor de kinderen van het aangrenzend landgoed Welna en de afgelegen buurschappen Soerel en Gortel.
Op 2 augustus 1868 werd de school geopend. Le Chevalier voerde de leerplicht in voor alle kinderen van zijn daghuurders en pachters. Hij was zijn tijd ver vooruit, want pas in 1900 werd de algemene leerplicht in Nederland aangenomen.
Le Chevaliers stiefzoon, Frans Rauwenhoff, die evenals zijn zuster en broers vol overgave de oprichting had bepleit, was er niet bij: hij was op 22 december 1867 overleden. Te zijner nagedachtenis is in 1984 een gedenksteen, afkomstig van het grafmonument in Rotterdam, in de muur van de school gemetseld.
Sinds de jaren 70 kwam het merendeel van de leerlingen niet meer uit Tongeren, maar uit Wissel en Epe. Het werd steeds moeilijker om te voldoen aan de eis van het minimumaantal leerlingen, zoals gesteld door het ministerie van onderwijs. Uiteindelijk moest het bestuur in de zomer van 1996 de beslissing nemen om na 128 jaar de Tongerense school te sluiten. Tegenwoordig is het oude schoolgebouw in gebruik als hoofdkantoor van Intraverte, een multidisciplinaire praktijk gericht op kinderen met een hulpvraag op het gebied van bewegen en gedrag.

## Natuur en cultuur
Vandaag de dag bestaat het landgoed uit loofbos, dennenbos, heide, landbouwgronden en boerderijen. Een deel van Tongeren is opengesteld voor wandelaars, het andere deel is wildrustgebied. Het is het leefgebied van edelhert en wild zwijn en ook de das heeft er een burcht. In het bos broeden havik, buizerd en ransuil. Op de heide komen nachtzwaluw, geelgors, roodborsttapuit en boomleeuwerik voor. 's Winters verblijft er vaak een klapekster. De heide herbergt ook een redelijk aantal adders. Ook de levendbarende hagedis, zandhagedis en hazelworm leven er. In de paartijd, rond eind maart, zijn flinke groepen heikikkers te zien en te horen en sinds kort ook de rugstreeppad.
In het landgoed ligt een uitgebreid fiets- en wandelnetwerk.